# Baby Blue (Anahí)
Baby Blue ("Bambino Blu") è il quarto album della cantante messicana Anahí, pubblicato dalla Fonovisa quando l'artista aveva ancora 17 anni, nel 2000.

## Tracce
1. Es El Amor (È l'Amore) – 4:28 - (Estefano)
2. Como Cada Día (Poiché ogni giorno) – 4:03 - (Estefano)
3. Tranquilo Nene (Tranquilo Nenè) – 3:59 - (Estefano)
4. Superenamorándome (Superenamorándome) – 3:53 - (Estefano)
5. Primer Amor (Primo Amore) – 5:06 - (Estefano)
6. Aquí Sigues Estando Tú (Sei ancora qui) – 4:03 - (Estefano)
7. Tu Amor Cayó Del Cielo (L'amore caduto dal cielo) – 4:06 - (Estefano)
8. Volverás A Mi (Torna da me) – 4:32 - (Estefano)
9. Desesperadamente Sola (Disperatamente sola) – 4:50 - (Estefano)
10. Sobredosis De Amor (Sovradosaggio di amore) – 3:43 - (Estefano/Eduardo Paz)
11. lamadonnaeser (troa) - 3:46 -(Estefano)